# Джонні Тіллотсон
Джонні Тіллотсон (англ. Johnny Tillotson, 20 квітня 1938 — 1 квітня 2025) — американський співак, автор-виконавець.
Був найбільш популярний на початку 1960-х років, записавши пісні, як досягали першої десятки в головному американському чарті «Poetry in Motion» та «It Keeps Right on a-Hurtin'» (причому другу він написав сам). Загалом між 1958 і 1984 роками він потрапляв в чарти «Білборда» з тридцятьма синглами і альбомами (враховуючи не тільки поп-чарт, який називається тепер «Hot 100» головний чарт «Білборда», але і спеціалізовані чарти для жанрів кантрі, R&B та easy listening).
У 2011 році Тіллотсон був прийнятий до Зали слави митців Флориди.

## Біографія
Джонні Тіллотсон народився 20 квітня 1938 року в Джексонвіллі, штат Флорида. Вже в дев'ять років у Джонні проявився талант і здібності до музики, і він почав виступати на публіці, беручи участь в різних невеликих концертах, і на радіо. До того часу, коли він вступив до коледжу, у нього склалася репутація молодого талановитого співака, відомого на всю Флориду.
Йому було близько п'ятнадцяти, коли він вперше виступив на телебаченні в шоу Toby Dowdy Show. Миттєво на Джонні посипалися стопки листів від прихильниць — своїм співом йому вдалося підкорити серця багатьох телеглядачок. Бачачи успіх Тіллотсона, керівники Toby Dowdy Show уклали з ним контракт на регулярні зйомки в своїй програмі. Цьому шоу Джонні віддав три роки свого життя.
Коли контракт закінчився в 1957 році, співак серйозно задумався про своє майбутнє: з одного боку, він був студентом Університету Флориди і хотів вчитися, з іншого, йому хотілося розвинути успіх на музичному терені. У підсумку Джонні вибрав друге і почав писати пісні (до цього він виконував пісні чужого твору). Один із знайомих радіоведучих запропонував Джонні відправити демонстраційні записи на конкурс National Pet Milk Talent Contest. Молодий співак увійшов до числа переможців і отримав можливість заспівати в ефірі Великої радіостанції міста Нешвілл. Це стало початком його сходження по сходах популярності.
В 1958 році його пісня Dreamy Eyes стала хітом в його рідному штаті. У 1959 році, закінчивши університет Флориди і отримавши диплом бакалавра журналістики, він перебрався в Нью-Йорк, щоб повністю присвятити себе музиці. Музика Джонні Тіллотсона йшла своїм корінням в музику кантрі, але при цьому в його піснях відчувалося ще більш сильний вплив — вплив ритм-енд-блюзу. Саме в такому ключі він складав свої пісні. Кілька перших його балад накшталт Never Let Me Go або Pledging My Love були типовим ритм-енд-блюзом, який був дуже популярним в США у той час.
Незважаючи на це, його перші записи не були помічені публікою. Довгоочікуваний і заслужений успіх прийшов до співака в 1960 році, коли він склав і записав пісню Poetry In Motion, яка посіла друге місце в американському, і перше в англійському хіт-параді. Хоча наступний його сингл — Jimmy's Girl — провалився, чергова пісня It Keeps Right On A-Hurtin, записана в 1961 році, посіла третю сходинку в Америці і на наступний рік була номінована на престижну премію «Греммі». Ця пісня згодом була виконана більш ніж сотнею виконавців, в тому числі і Елвісом Преслі.
Джонні в короткі терміни вдалося стати кумиром американських підлітків — він виглядав дуже молодо, що зближувало його з його юними шанувальниками, а його пісні припадали їм по душі. Чим популярнішим Джонні ставав, тим сильніше він схилявся в бік кантрі-музики. Чергові пісні, написані в ключі кантрі, розвинули його успіх. Send Me The Pillow You Dream On і I can't Help It (If i'm Still In Love With You) стали хітами.
Незабаром Джоні призвали в армію, і його музична кар'єра тимчасово призупинилася. Відслуживши, він уклав контракт з компанією MGM Records, що означало його твердий намір займатися тільки кантрі і нічим іншим. Пісня Heartaches By The Number, записана після служби в армії, була номінована на премію «Греммі». У період з 1958 по 1965 роки 26 пісень Джонні Тіллотсона потрапили в Національний американський хіт-парад. У другій половині шістдесятих інтерес до творчості Джонні з боку публіки став згасати, але він продовжував активно записуватися і виступати.
У 1968 році він перебрався до Каліфорнії і почав кар'єру актора, виконуючи ролі другого плану.

## Дискографія

### Альбоми
| Рік  | Альбом                           | US  |
| ---- | -------------------------------- | --- |
| 1959 | This Is Johnny Tillotson         | —   |
| 1960 | Johnny Tillotson (EP)            | —   |
| 1962 | It Keeps Right on a-Hurtin'      | 8   |
| 1963 | You Can Never Stop Me Loving You | —   |
| 1964 | Talk Back Trembling Lips         | 48  |
| 1964 | The Tillotson Touch              | —   |
| 1964 | She Understands Me               | 148 |
| 1965 | That's My Style                  | —   |
| 1965 | Johnny Tillotson Sings           | —   |
| 1966 | No Love at All                   | —   |
| 1966 | The Christmas Touch              | —   |
| 1966 | Johnny Tillotson Sings Tillotson | —   |
| 1967 | Here I Am                        | —   |
| 1969 | Tears on My Pillow               | —   |
| 1970 | Johnny Tillotson                 | —   |
| 1977 | Johnny Tillotson                 | —   |